# NGC 7126
NGC 7126 (również PGC 67418) – galaktyka spiralna (Sc), znajdująca się w gwiazdozbiorze Indianina. Odkrył ją John Herschel 22 lipca 1835 roku.